# Birkebeiner

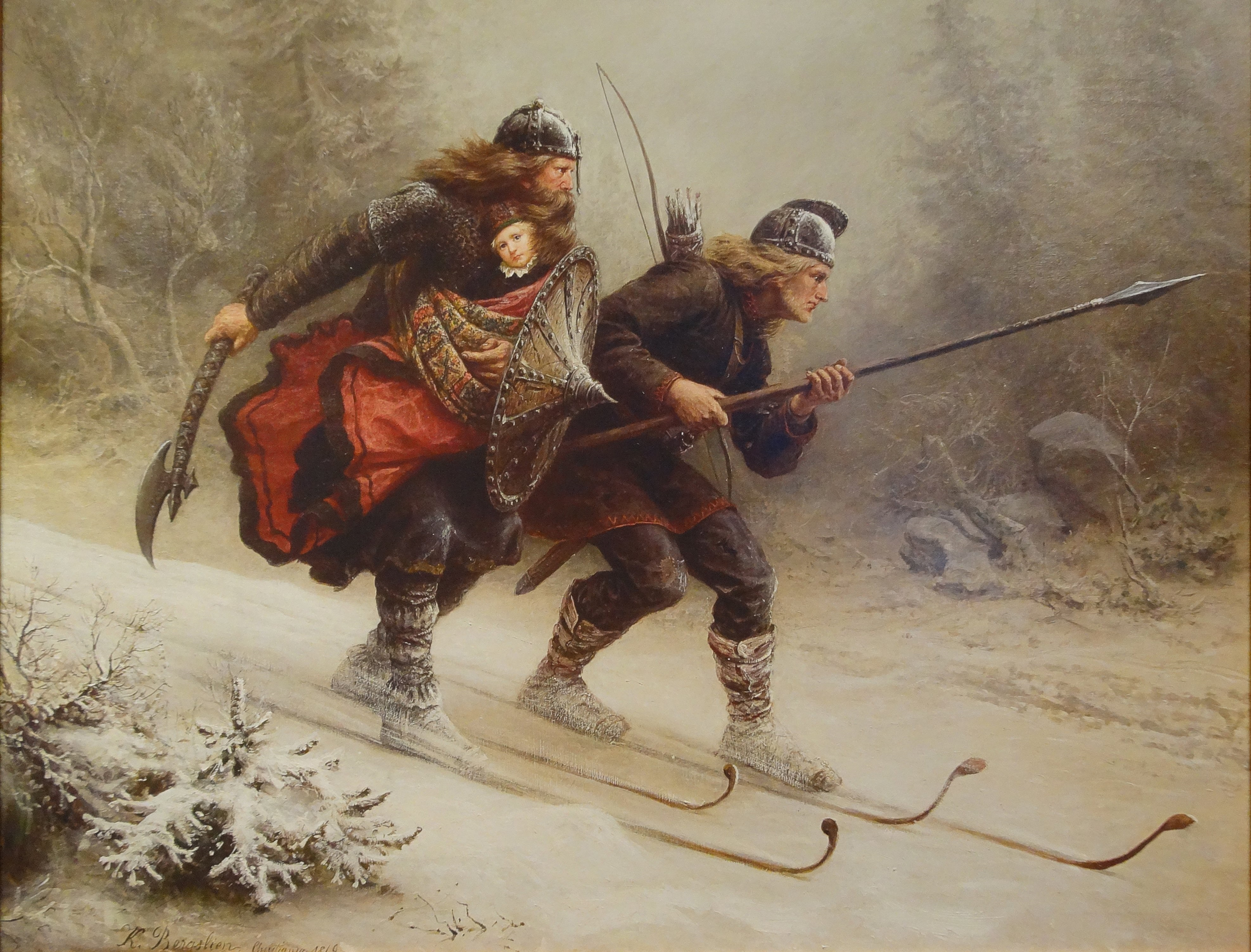
Birkebeiner, óleo de Knud Bergslien (1869).

Os birkebeiner foram um agrupamento político-armada na Noruega entre 1174 e 1218, durante o período conhecido como as Guerras Civis. Em sua origem, foram um grupo rebelde marginal que se levantou em armas contra o reinado de Magno V da Noruega e seu pai, Erling Skakke. Alcançaram o trono em 1184 e desde então seriam o grupo mais poderoso do país, até que seu rei Haakon IV da Noruega foi reconhecido pela principal facção oposta, os bagler.
O nome era originalmente um epíteto pejorativo que lhes foram impostos pelos seguidores de Magno V, o "pernas de bétula". Diziam que a maior parte dos rebeldes birkebeiner eram tão pobres que na falta de calçado, amarravam tiras de casca de bétula em torno de pés e pernas. Eventualmente, o nome tornou-se a marca registrada do grupo e foi empregado por eles próprios.